# Sygehusbomberne
Sygehusbomberne er en forbrydelse begået i 1987 mod sygehusene i Glostrup og Herlev. I kælderen under Glostrup Hospital detonerede en rørbombe og senere blev en tilsvarende, ikke-detoneret bombe, fjernet fra Herlev Hospital. En person kendt som Mario blev kendt skyldig og idømt fire års fængsel.

## Sagen
Fredag den 10. juli 1987 omkring klokken 5.45 detonerede en rørbombe i kælderen under sygehuset i Glostrup.
Senere samme dag modtog Københavns Politi på Bellahøj et brev underskrevet af gruppen Mercury, som krævede 16 millioner kroner i løsepenge for ikke at detonere tilsvarende bomber i fem store københavnske forretninger.
Politiets jagt på gerningsmændene pågik igennem weekenden, men om mandagen modtog politiet et nyt brev fra Mercury, som beklagede hændelsen fra om fredagen og informerede om at en tilsvarende bombe befandt sig på Herlev Hospital.
Politiet gennemsøgte Herlev Hospital og fandt den ikke-detonerede bombe. Delene fra denne bombe sammenholdt med fundene fra Glostrup ledte den 11. august politiet på sporet af Mario, som siden blev arresteret og anklaget. Tilsyneladende var der ikke nogen Mercury-gruppe, men alene en enkeltperson bag ugerningen.
Den 10. juni 1988 fandt et nævningeting ved Østre Landsret Mario skyldig i bombesprængningen i Glostrup, forsøget på bombesprængning i Herlev, samt forsøg på afpresning. Han idømtes fire års fængsel.